# MOWAG Piranha

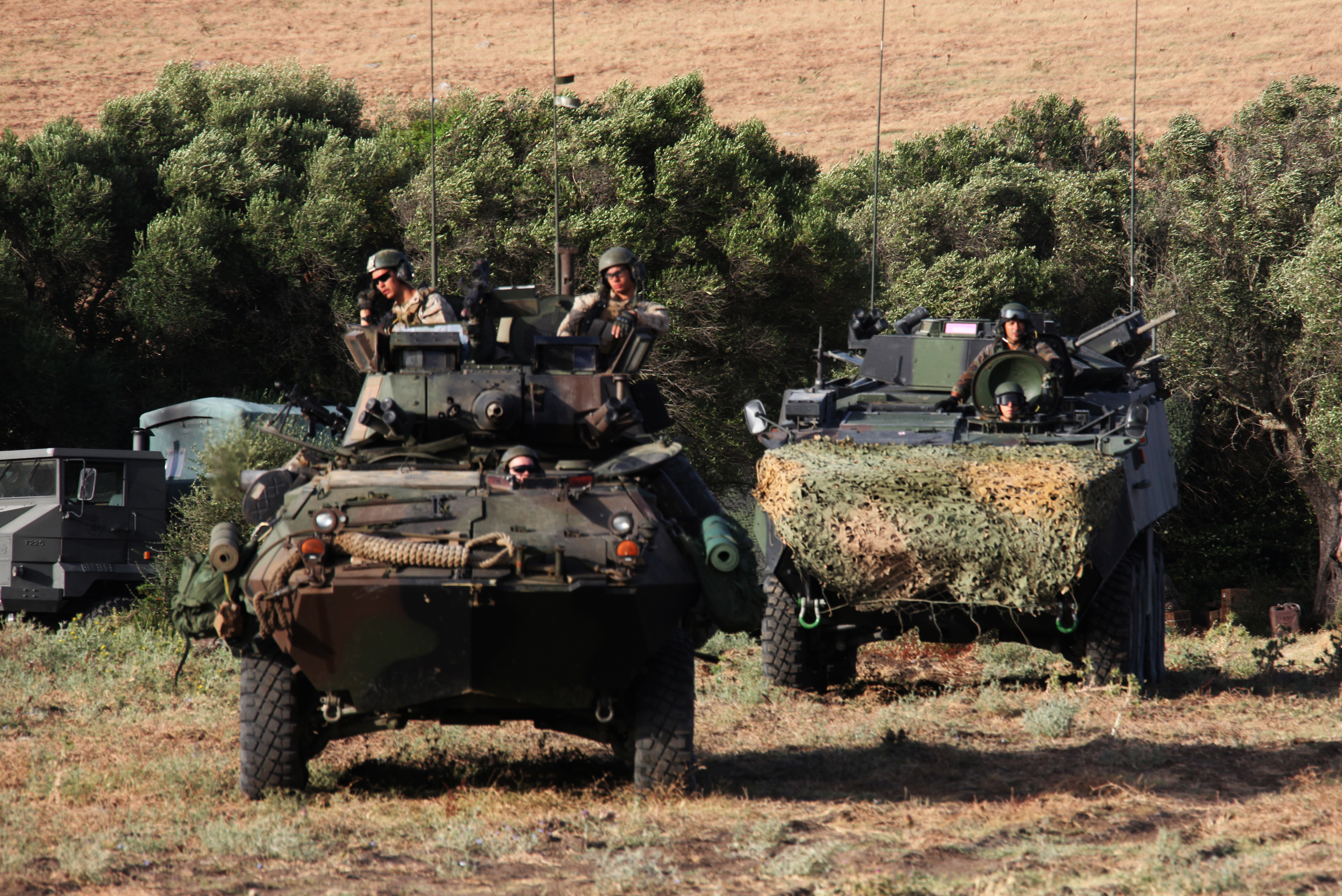
MOWAG Piranha.

MOWAG Piranha és una família de vehicles blindats de combat dissenyats per l'empresa suïssa MOWAG, que des d'abril de 2010 va passar a anomenar-se General Dynamics European Land Systems, com a subsidiària de General Dynamics. S'han produït quatre generacions de vehicles Piranha, amb diferents variants en cadascuna de les quals, que han estat fabricades per MOWAG o per altres companyies, sota llicència, i es troben en servei en nombroses forces armades de tot el món.

## Variants
Està disponible en 4x4, 6x6, 8x8 i 10x10, encara que hi ha diverses variants dins d'aquestes versions, amb diferents graus de protecció i diversos tipus de torres per al seu ús en una gran varietat de situacions. Al MOWAG Piranha se li han assignat funcions molt diverses, com a transport de tropes, vehicle de comandament, vehicle de suport de foc i vehicle policial.
El MOWAG Piranha és molt utilitzat per l'Exèrcit Suís. Suïssa construeix el MOWAG Piranha, i els seus derivats s'han exportat a Suècia, Dinamarca, Irlanda, Espanya i Bèlgica. L'Exèrcit belga ha seleccionat el MOWAG Piranha IIIC 8x8, que substituirà tots els seus vehicles de rodes de transport blindat de personal, encara que el MOWAG Piranha manca de la protecció, el foc i la mobilitat d'un tanc d'eruga convencional. En total, 242 vehicles seran lliurats, dels quals 104 són opcionals.
El MOWAG Piranha i els seus derivats han estat fabricats sota llicència per General Dynamics (Canadà), BAE Systems Land Systems (Regne Unit), en Estats Units, Cardoen i FAMAE (Xile).
L'Exèrcit dels Estats Units fa servir el vehicle Stryker 8x8, que es va obtenir a partir de la Canadian LAV III, que al mateix temps es basa en el MOWAG Piranha, com en el cas del LAV-25, en servei amb el USMC. Les Forces de Defensa d'Austràlia també tenen la seva pròpia versió modificada del MOWAG Piranha 8x8, conegut com el ASLAV (vehicles blindats lleugers d'Austràlia). El ASLAV és operat per dos regiments de cavalleria (el 2nRegiment de cavalleria i el 2n i 14è Regiment de cavalleria lleugera). Igualment es fa servir com a vehicle blindat de reconeixement, transport blindat de personal i altres funcions.
Algunes variants, com la que fa servir el Cos de Marines dels Estats Units (LAV-25), i els seus derivats, estan equipades amb hèlixs per a moure's en l'aigua, encara que la seva velocitat és limitada.

### Arbre de la família

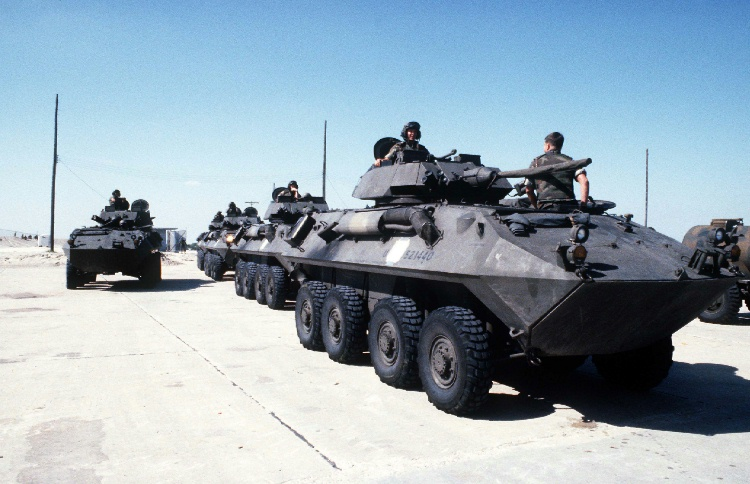
LAV-25 del Cos de Marines dels Estats Units.

- Piranha I
  - AVGP
  - LAV-25
    - ASLAV
- Piranha II
  - Bison
  - Coyote
  - Desert Piranha
  - LAV II
- Piranha III
  - Piranha IIIC
  - Piranha IIIH
    - LAV III
      - Stryker
      - NZLAV
- Piranha IV
- Piranha V

## Usuaris

### Piranha I
Austràlia
- Exèrcit Australià - 257 ASLAV.[1]

  Canadà

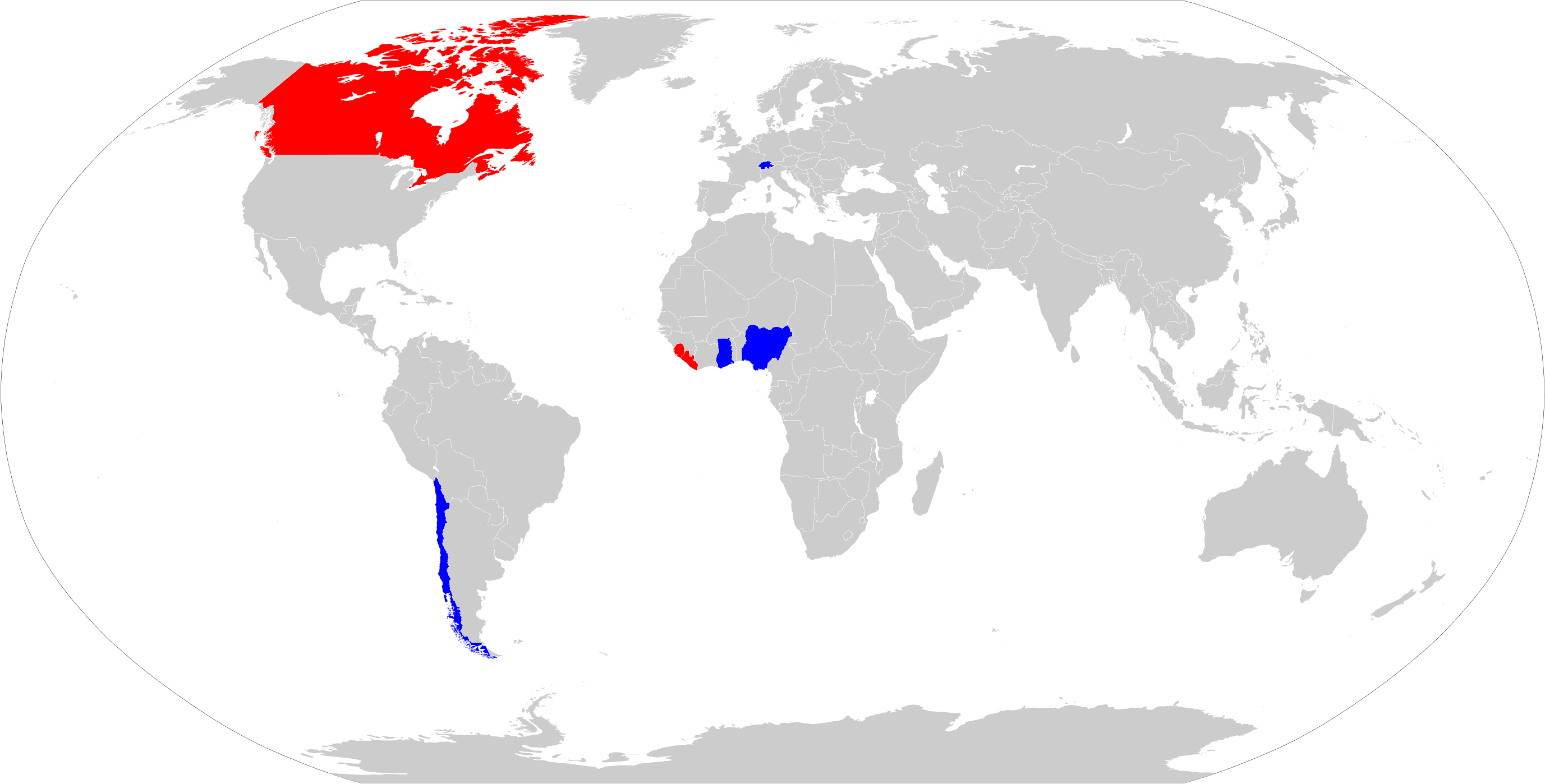
Usuaris del Pirahna 1 en blau.

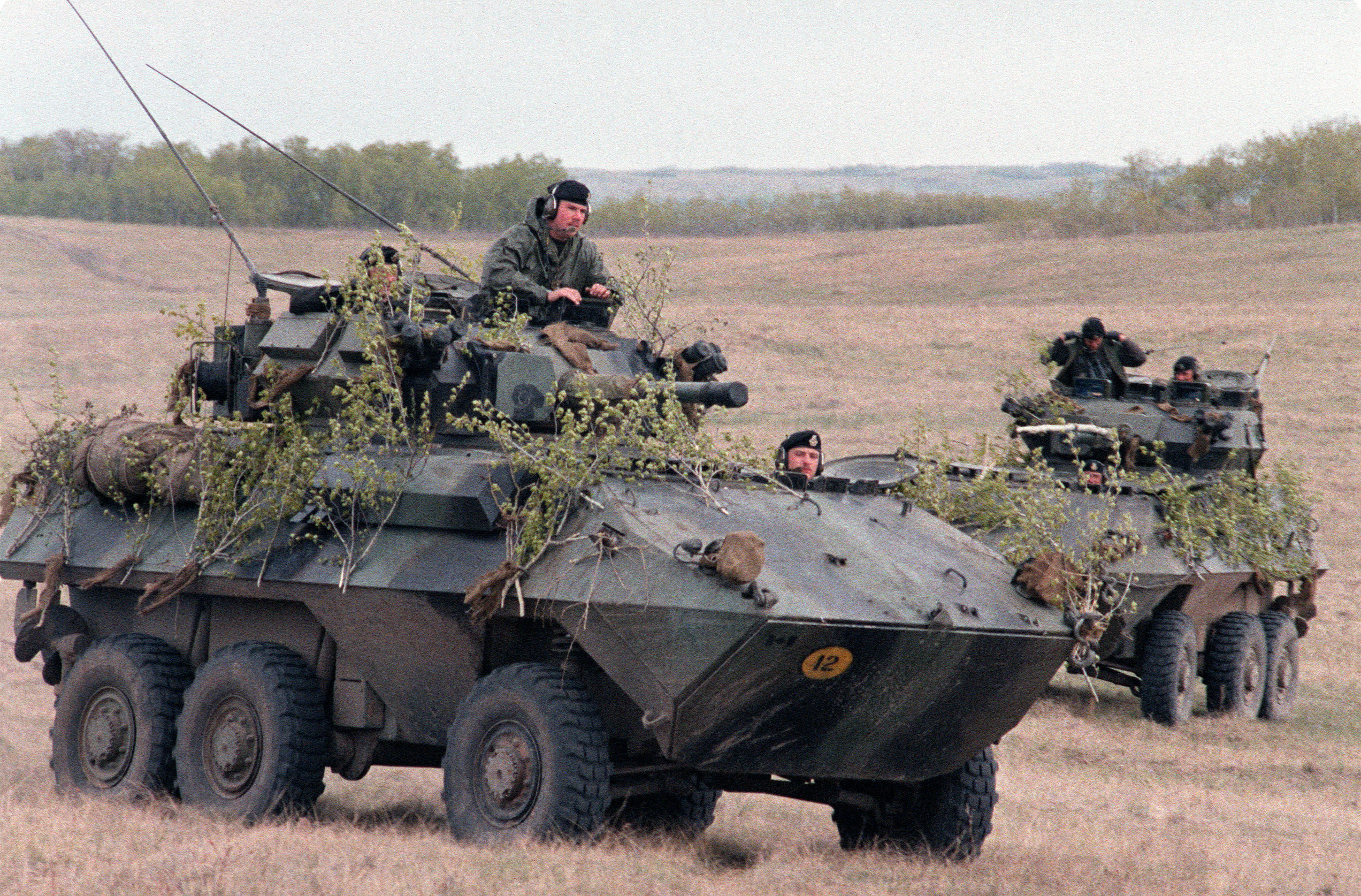
Un parell d'AVGP Cougar canadencs.

- Exèrcit Canadenc - 491 AVGP (retirats).

  Xile
- Exèrcit de Xile - 265 Piraña 6x6 i 139 Piraña 8x8 produïts sota llicència per FAMAE a Xile.

  Ghana
- Exèrcit de Ghana - Encarregats 63 Piranha I 4x4, 6x6 i 8x8.[2][3][4]

  Libèria
- Forces Armades de Libèria – 10 Piranha I 4×4.[5] En servei durant la Segona Guerra Civil Liberiana.[6]

  Nigèria
- Exèrcit de Nigèria – 140 unitats.[7]

  Suïssa
- Exèrcit Suís - 303 Piranha I 6x6 TOW, incloent-hi 40 transformades en ambulància i 160 en vehicles de comando.[8][9]

  Sierra Leone
- Exèrcit de Sierra Leone - 10 Piranha I 6×6 (retirats).

  Estats Units
- Cos de Marines dels Estats Units - 772 LAV-25.

  Uruguai
- Exèrcit d'Uruguai- 147 AVGP.[10][11]

### Piranha II
Canadà

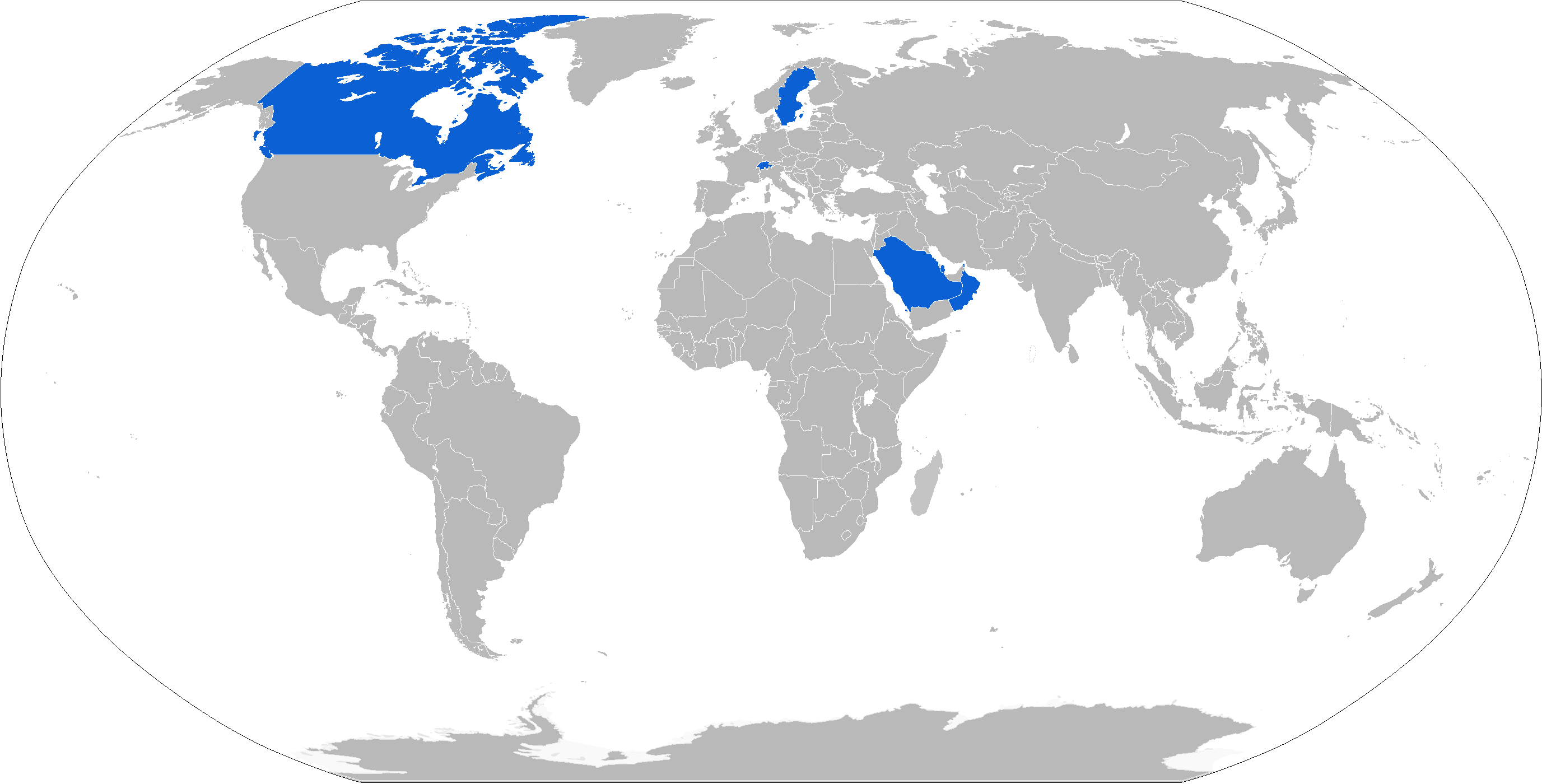
Usuaris del Pirahna 2 en blau.

- Exèrcit canadenc - 199 Bison, i 203 Coyote.[12]

  Estats Units
- Guàrdia Nacional - 12 Bison.

  Oman
- Exèrcit Real d'Oman – 174 Piranha II en 7 versions.[2]

  Qatar
- Exèrcit de Catar – 40 Piranha II 8x8.

  Aràbia Saudita
- Exèrcit de l'Aràbia Saudita - 124 Piranha II 8x8 en 6 versions.
- Guàrdia Nacional de l'Aràbia Saudita - 1.117 LAV/Piranha II 8x8 en 10 versions; encarregats altres 132.

  Suècia
- Exèrcit suec – 44 Piranha II 10×10 incloent 27 vehicles amb sensors i 17 vehicles comando (amb metralladores de 7.62 mm) a més de 10 Piranha II 8×8 d'escorta.

  Suïssa
- Exèrcit Suís – 500 Piranha IIC 8×8.

### Piranha III
Bèlgica

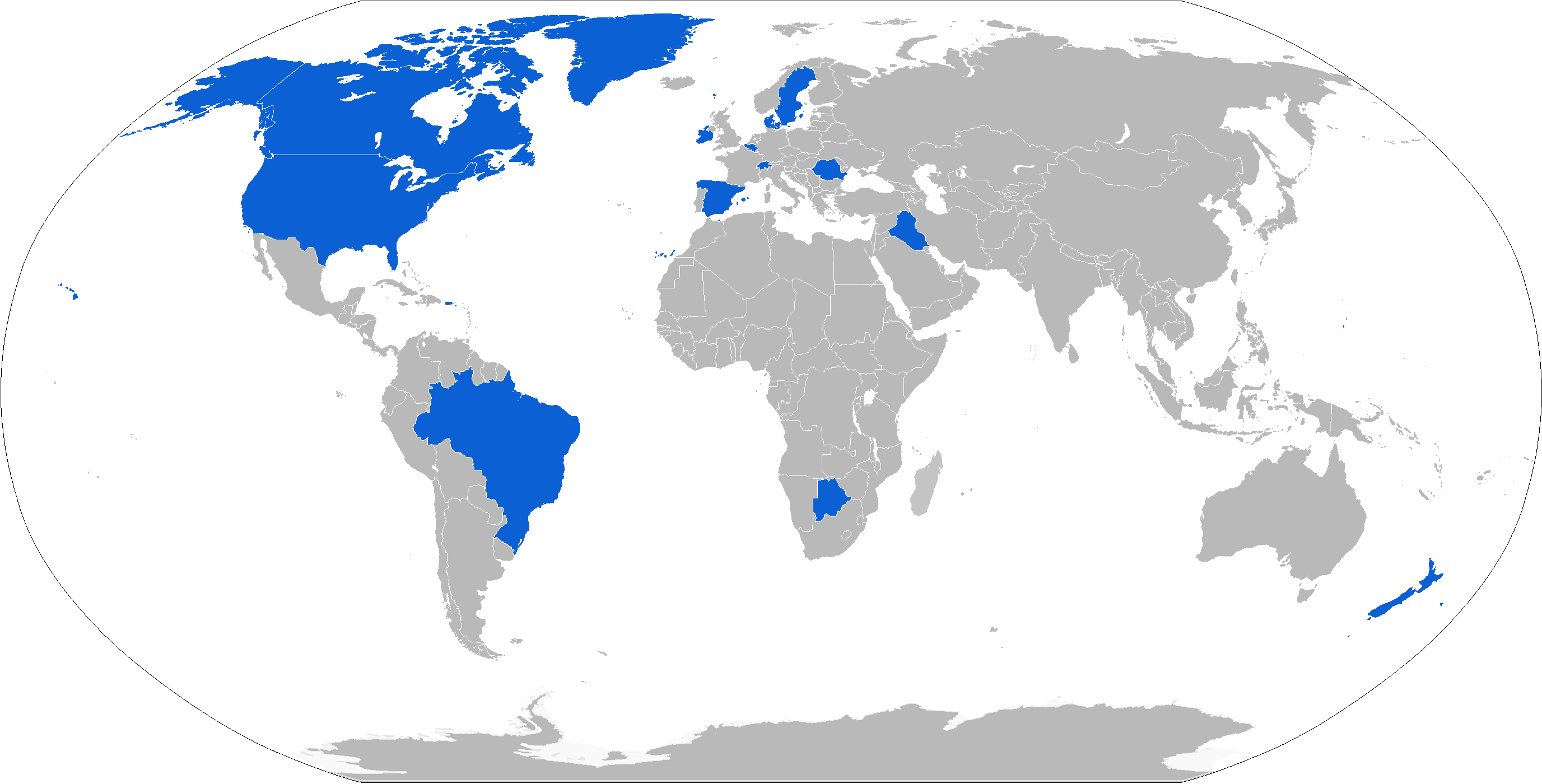
Usuaris del Pirahna 3 en blau.

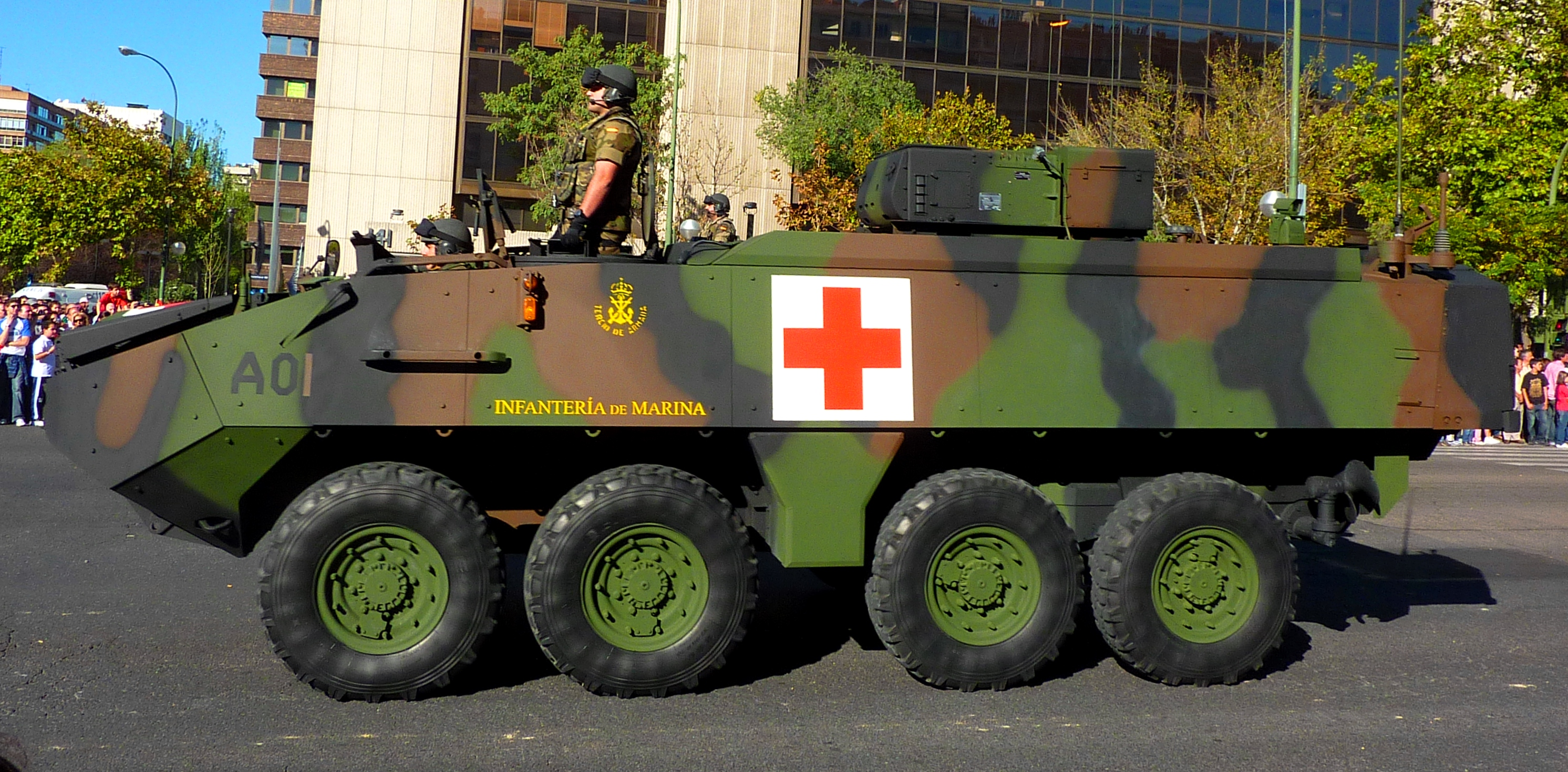
Piranha IIIC ambulància de la Infanteria de Marina Espanyola.

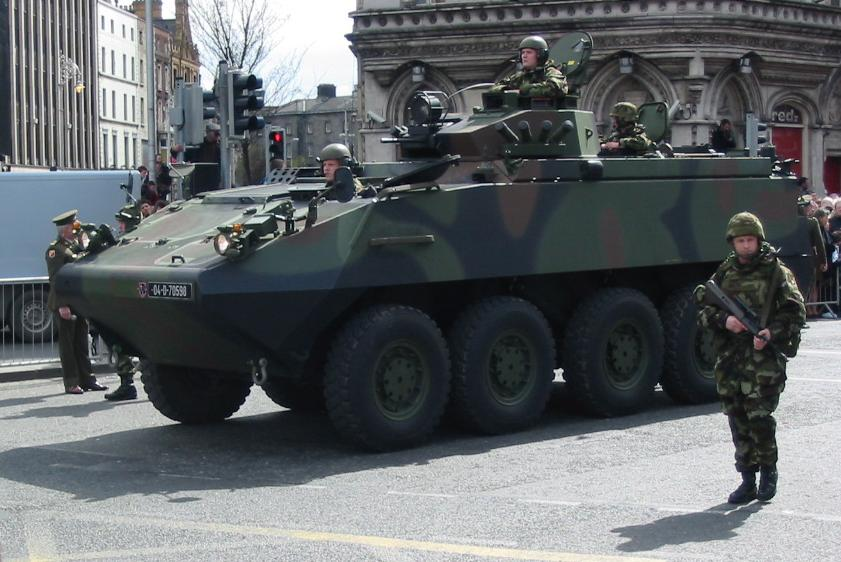
Piranha IIIH de l'Exèrcit Irlandès.

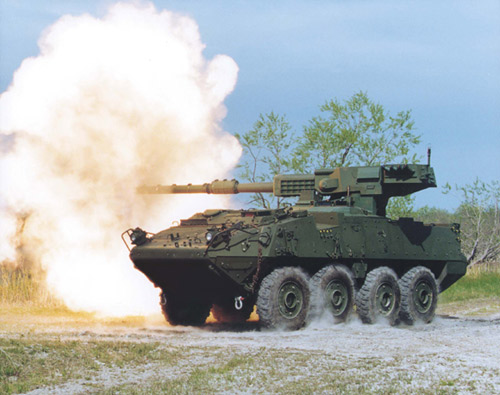
Stryker Mobile Gun System.

- Exèrcit Belga. Encarregats 242 Piranha IIIC 8x8 en 7 versions.[13]

  Botswana
- 45 Piranha IIIC 8x8.[2]

  Brasil
- Infanteria de Marina Brasilera. 30 Piranha IIIC 8x8 en 4 versions.[14]

  Canadà
- Exèrcit canadenc – 651 LAV III.

  Nova Zelanda
- Exèrcit de Nova Zelanda - 105 NZLAV.

  Dinamarca
- Exèrcit Danès - 18 Piranha IIIH 8x8 i 24 Piranha IIIC 8x8; encarregats altres 91 Piranha IIIC 8x8.

  Iraq
  Irlanda
- Exèrcit Irlandès - 80 Piranha IIIH 8x8 en 6 versions.

  Romania
- Forces Terrestres Romaneses - 33 Piranha IIIC 8x8.[15]

  Espanya
- Infanteria de Marina d'Espanya - 39 Piranha IIIC 8x8: 26 de combat d'infanteria, 2 de comandament, 2 ambulàncies, 1 de recuperació, 4 de sapadors i 4 de reconeixement.[16]

  Estats Units
- Exèrcit dels Estats Units - 2.131 Stryker.

  Suècia
- Exèrcit suec – 33 Piranha IIIC.

  Suïssa
- Exèrcit Suís – encarregats 60 Piranha IIIC 8x8 en dues versions i 12 d'exploració.[17]

### Piranha IV
Suïssa
- Exèrcit Suís – Nombre desconegut.

### Piranha
Dinamarca

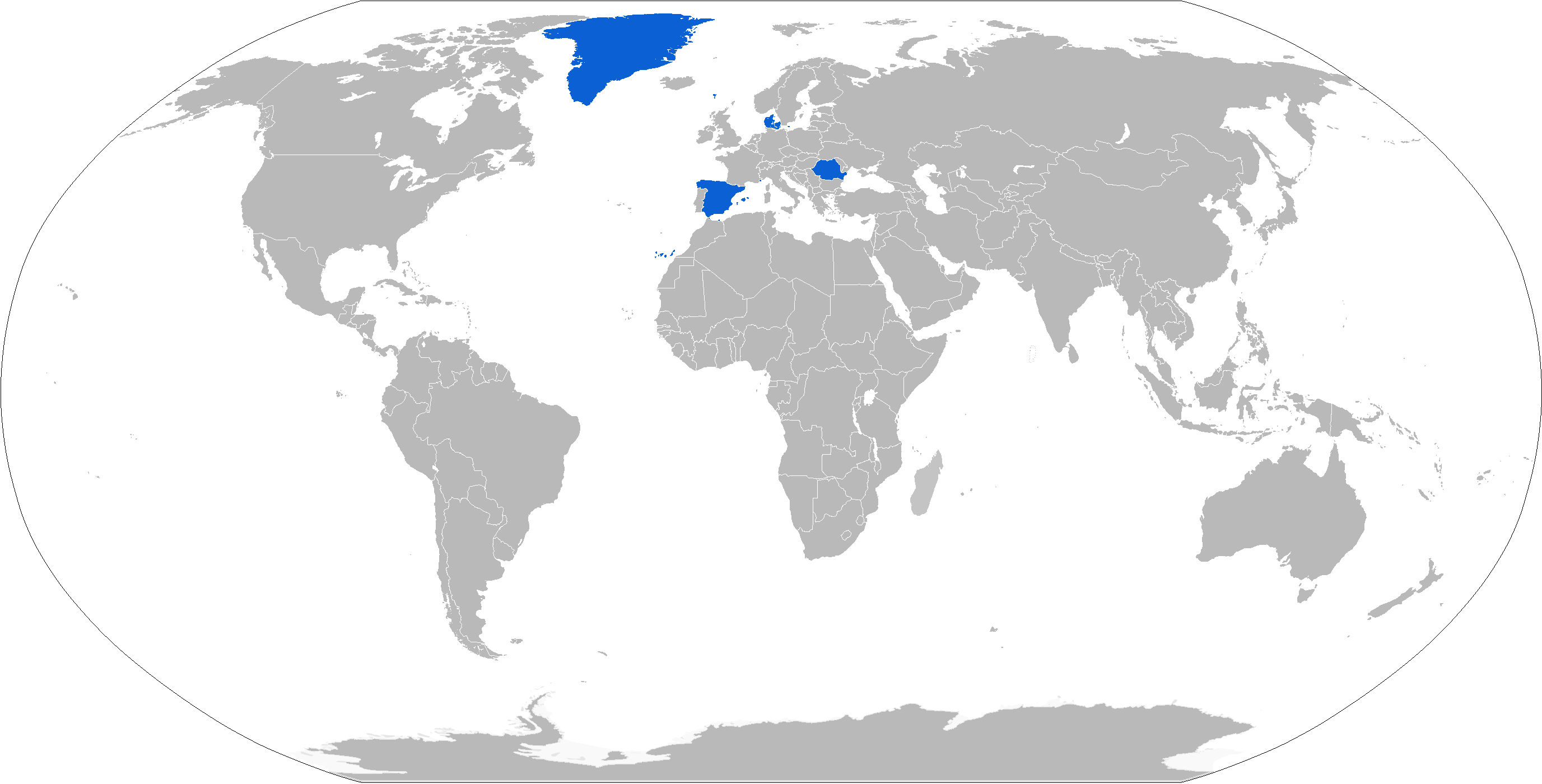
Usuaris del Piranha 5 en blau.

- Exèrcit Danès - se'n pretenen adquirir 309, que entren en servei en 2023.[18]

  Mònaco
- Carabiners de Mònaco – 2 Piranha V.[19]

  Espanya
- Exèrcit de Terra espanyol – 5 unitats van ser adquirides en 2015, com a prototips del programa VBMR, pel qual es busca un substitut per a les BMR i les VEC. Es preveu la compra de 350-400 vehicles en una primera fase, per fer-ne un total d'1.200.